# Phytotransferrine
La phytotransferrine est une protéine synthétisée par le phytoplancton, constituée d'une chaîne polypeptidique porteuses de sites de captation d'atomes de fer.
C'est un ligand « transmembranaire », c'est-à-dire qui peut de manière réversible se lier au fer (et à des ions carbonates) dans le milieu périphérique (l'eau) puis l'importer et les libérer dans la cellule planctonique. 
Comme la transferrine animale, elle ne capte le fer que si elle a aussi capté un ion carbonate, et inversement. 

Elle joue un rôle majeur dans le métabolisme du fer et indirectement pour la biodiversité et le cycle océanique du fer et du carbone,.

## Histoire scientifique
Ce ligant a été d'abord découvert dans les années 1980 chez quelques espèces planctoniques (ex. : Thalassiosira weissflogii) puis il a été constaté qu'elle est presque omniprésente dans le monde phytoplanctonique. 

Mais son fonctionnement et son importance écosystémique n'a été mieux compris que dans les années 2010.

## Enjeux
Des études ont montré que certaines espèces phytoplanctoniques semblent bénéficier d'un taux élevé de CO2 dissous, mais pour assimiler ce CO2 il leur faut aussi du fer, lequel pour de nombreuses espèces planctonique ne peut être assimilé que grâce à la phytotransferrine qui permet à la cellules d'une microalgue de "récolter" le fer ionique à sa surface pour ensuite l'intégrer dans son métabolisme.
Il est spéculé depuis la fin du XXe siècle que l'ensemencement de l'océan avec du fer pourrait aider à limiter le changement climatique.
Or on découvre que chez la plupart des espèces phytoplanctoniques ce fer n’est assimilable, via la phytotransferrine qu’en présence de carbonates. Problème : les carbonates sont détruits par l’acidification induites par la solubilisation du CO2 dans l’eau.
En 2008 Andrew E. Allen, biologiste, découvre dans le génome de diatomées plusieurs gènes sensibles au fer mais dont la fonction n’était pas encore comprise .
Au même moment McQuaid qui étudiait la génétique du plancton marin antarctique constatait que l'un des gènes lié au fer découverts par Allen (le gène ISIP2A) compte parmi les protéines les plus souvent détectées dans cet environnement.
Dans les années qui suivent on montre que ce gène et la protéine correspondante semble très ubiquiste : il est systématiquement retrouvé dans tous les échantillons d'eau de mer, et dans le plancton des principaux groupes phytoplanctoniques de l'océan Austral (à basse teneur en fer). 

De plus ce gène était le plus abondamment transcrits, ce qui suggère qu'il joue un rôle majeur dans l'environnement.
On savait déjà que la perte de carbonate affecterait négativement les coraux et la formation des coquilles de mollusques marins. On voit maintenant que le cycle océanique du fer pourrait être affecté avec de probables effets sur la biodiversité et la productivité océaniques. L’hypothèse que la croissance du phytoplancton dépend dans de vastes zones de l'océan de la disponibilité en fer reste vraie, mais elle était incomplète.

## L’ISIP2A
L’ISIP2A ne ressemble pas à la transferrine connue dans le monde animal. 

Mais la biologie synthétique a montré qu’il s’agit bien d’un type de transferrine (on l’a montré en remplaçant l’ISIP2A par un gène synthétique pour la transferrine humaine). 

Et dans les deux cas le fer ne peut être capté par la transferrine que si elle a aussi fixé un ion carbonate. Et inversement un ion carbonate ne peut s’y fixer que si un atome de fer est également disponible et fixé (il y a donc une liaison synergique fer-carbonate-transferrine qui semble unique parmi les interactions biologiques) .
Ce fait laisse penser que le mécanisme biologique clé de la fixation et du transport du fer est perturbé par l'acidification des océans. Or on sait que le fer est un oligo élément  indispensable pour la plupart des espèces.

## Histoire évolutive
La biologie évolutive s’est intéressée aux transferrine et phytotransferrine, montrant que ces deux protéines sont bien des analogues fonctionnels, dont les origines remontent au pré-cambrien (bien avant l'apparition des plantes et des animaux modernes).
La phytotransferrine serait apparue il y a 700 millions d'années à une époque de changements massifs de la chimie et biochimie océaniques.

## Phytotransferrine et climat
Une crainte (qui est aussi une hypothèse scientifiquement étudiée) est que si la phytotransferrine de diatomée utilise un mécanisme totalement similaire à celui de la transférine animale, une réduction des ions carbonates dans l'environnement aquatique (induite par l’acidification des mers) pourrait entraîner une inhibition de la captation du fer et donc une inhibition de la croissance et reproduction de tout ou partie du phytoplancton. 
Une expérience a consisté à manipuler indépendamment le pH, le taux de fer ionique et le taux  d’ions carbonate de l’eau. Plus le taux de CO2 augmente, plus les diatomées peinent à intégrer du fer (de manière proportionnelle au taux d’ions carbonates. Ce n’est pas le fer qui manque, mais la capacité du plancton à le fixer, ce qui in fine diminue son taux de croissance. Or le plancton est une base fondamentale des réseaux trophiques marins.
En 2018 dans le journal Nature (14 mars) une équipe scientifique américaine financée par le National Science Foundation, la Gordon and Betty Moore Foundation et le Department de l’énergie des États-Unis conclut que l’enrichissement en CO2 acidifie l'océan tout en diminuant les carbonates biodisponibles, ce qui inhibe la capacité du phytoplancton à capter le fer nutritif nécessaire à sa bonne croissance. Or l'acidification des océans devrait réduire de 50% la concentration des ions carbonate dans les eaux de surface d'ici 2100. C’est un nouvel effet de l'acidification des océans vis-à-vis de la santé du phytoplancton et donc de la chaîne alimentaire marine.
En Antarctique ce « mécanisme de rétroaction » survient en outre dans une zone océanique où le fer contraint déjà la croissance du phytoplancton".